# Pilot (The Office)
Pilot is de eerste aflevering van het eerste seizoen van de Amerikaanse sitcom The Office US. Ze werd voor het eerst uitgezonden op 24 maart 2005 door het National Broadcasting Company (NBC). Greg Daniels schreef het scenario op basis van de door Ricky Gervais en Stephen Merchant geschreven eerste aflevering van de oorspronkelijke Britse versie. De regie werd verzorgd door Ken Kwapis.

## Synopsis
Michael Scott (gespeeld door Steve Carell), manager van een kantoor van Dunder Mifflin in Scranton (Pennsylvania), stelt zich voor aan de kijkers en leidt de cameraploeg van de documentairemakers naar de werkplek van secretaresse Pam Beesly (Jenna Fischer). Zij geeft hem een faxbericht door van Michaels baas Jan Levinson (Melora Hardin), maar hij gooit het blaadje zonder het te lezen in de prullenbak. Even later komt Levinson het kantoor binnen om met Michael te overleggen over dit bericht, waarin staat dat er mogelijk iemand ontslagen moet worden in verband met bezuinigingen bij Dunder Mifflin. Het onderwerp van gesprek zou vertrouwelijk moeten blijven, maar al gauw komen deze plannen ook de andere werknemers ter ore. Vervolgens wordt de uitzendkracht Ryan Howard (B.J. Novak) geïntroduceerd. Als Ryan en Michael bij de bureaus van Dwight Schrute (Rainn Wilson) en Jim Halpert (John Krasinski) aankomen, blijkt dat Jim de nietmachine van Dwight voor de grap in een doorzichtige gelei heeft gestopt. Dwight is heel boos, maar Michael kan er alleen maar om lachen. Even later staat Jim bij Pam. Hij probeert met haar te flirten en nodigt haar uit om samen naar een bar te gaan, maar dan komt plotseling Pams vriend Roy Anderson (David Denman) binnen, die geen zin heeft om na werktijd met de collega's van Pam op stap te gaan. Michael zit intussen met Ryan in zijn kantoor en roept Pam bij zich. Hij probeert met haar een grap uit te halen en hij doet alsof hij haar ontslaat omdat ze post-its zou hebben gestolen. Pam heeft niet door dat het een grap is en barst in huilen uit. Michael legt uit dat hij het niet serieus bedoelde, waarna Pam boos zijn kantoor uit loopt.